# Anoplodactylus torus
Anoplodactylus torus is een zeespin uit de familie Phoxichilidiidae. De soort behoort tot het geslacht Anoplodactylus. Anoplodactylus torus werd in 1971 voor het eerst wetenschappelijk beschreven door Child & Hedgpeth. 